# Brachyntheisogryllacris maindroni
Brachyntheisogryllacris maindroni är en insektsart som först beskrevs av Griffini 1913.  Brachyntheisogryllacris maindroni ingår i släktet Brachyntheisogryllacris och familjen Gryllacrididae. Inga underarter finns listade i Catalogue of Life.